# 土山町山女原
土山町山女原（つちやまちょうあけびはら）は、滋賀県甲賀市にある町丁。

## 地理
甲賀市土山町の東部に位置し、東は三重県亀山市安坂山町、西は土山町黒川、南は土山町笹路・亀山市白木町、北は土山町黒滝に接する。東西に新名神高速道路が横断し、直下を鈴鹿トンネルが走っている。また、三重県側に安楽越の峠道が続いているが、主要街道から外れたこともあり、現在は全線舗装1車線の狭隘路となっている。

## 歴史

### 沿革
- 1889年（明治22年）4月1日 - 町村制施行により山内村が発足し、山内村大字山女原となる。
- 1955年（昭和30年）4月1日 - 山内村の合併により土山町が発足。土山町大字山女原となる。
- 2004年（平成16年）10月1日 - 土山町が合併し甲賀市が発足。甲賀市土山町山女原となる。

## 世帯数と人口
2020年（令和2年）12月31日現在の世帯数と人口は以下の通りである。
| 町丁         | 世帯数 | 人口 |
| ------------ | ------ | ---- |
| 土山町山女原 | 19世帯 | 40人 |

## 学区
市立小・中学校に通う場合、学区は以下の通りとなる。
| 番・番地等 | 小学校             | 中学校             |
| ---------- | ------------------ | ------------------ |
| 全域       | 甲賀市立土山小学校 | 甲賀市立土山中学校 |

## 交通
- 新名神高速道路（鈴鹿トンネル） - 域内にインターチェンジは無い
- 安楽峠

## 施設
- 上林神社

## その他

### 日本郵便
- 郵便番号 : 520-3424[3]（集配局：土山郵便局[6]）